# Hexi-Korridor

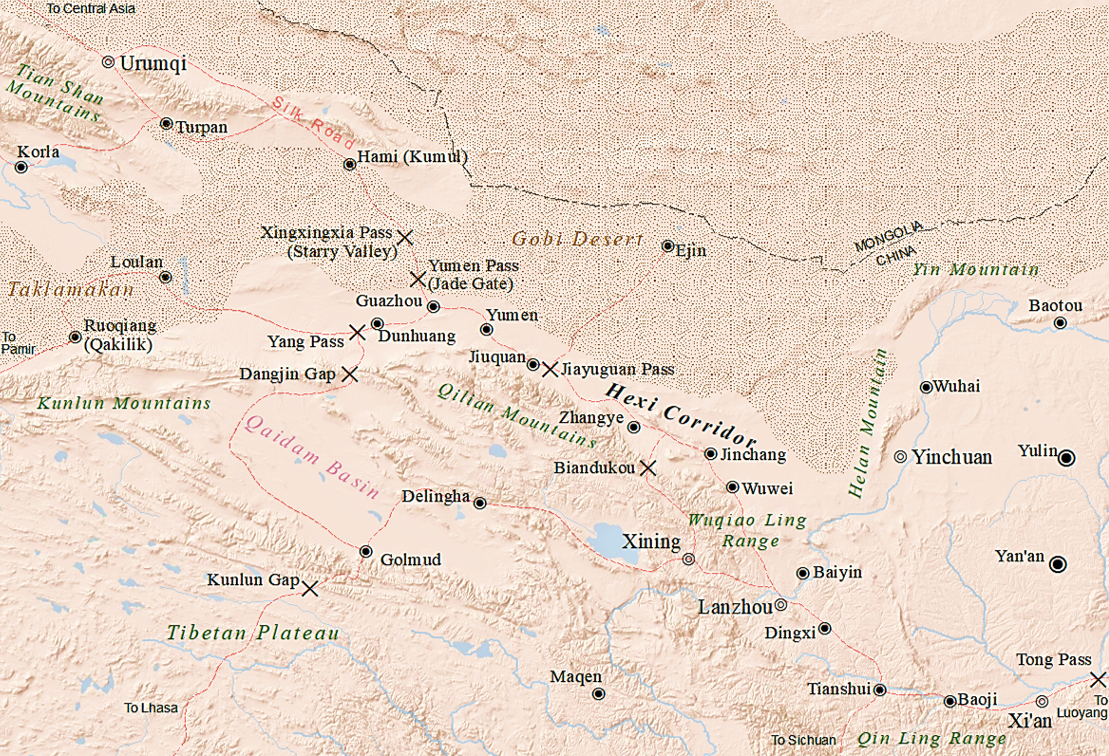
Detailkarte zum Hexi-Korridor zwischen dem Gebirge Qilian Shan und der Wüste Gobi sowie Dunhuang und Lanzhou

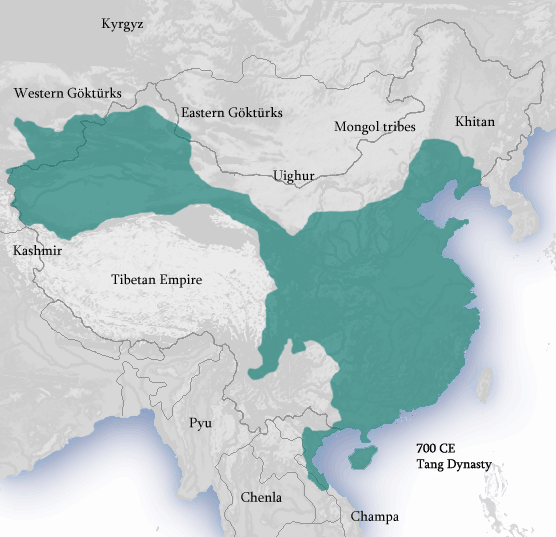
China zur Tang-Dynastie um 700: Der lange, schmale Gebietsstreifen in der Mitte ist der Hexi-Korridor

Der Hexi-Korridor (chinesisch 河西走廊, Pinyin Héxī Zǒuláng) oder Gansu-Korridor (甘肅走廊 / 甘肃走廊,  Gānsù Zǒuláng) liegt in der Provinz Gansu in China. Er umfasst ein Gebiet von etwa 215.000 km². Als Teil der Seidenstraße im alten China ist er der bedeutendste Durchgang nach Xinjiang und Zentralasien.

## Geografie
Der Korridor liegt am nordwestlichen Ufer des Huang He und ist eine schmale, langgestreckte Passage von über 1000 Kilometern Länge und bis zu 100 Kilometern Breite. Er erstreckt sich in West-Ost-Richtung von den Hügeln von Yumenguan an der Grenze zu Gansu und Xinjiang bis zu den steilen Hängen des Wushaoling bei der heutigen Stadt Lanzhou sowie in Süd-Nord-Richtung zwischen dem Gebirge Qilian Shan (als nördliche Grenze des Hochlands von Tibet) und den Bergen von Longshou Shan und Heli Shan, an die sich nördlich die Wüste Gobi anschließt. Durchflossen wird er von den Flüssen Hei He und Shule. Viele der in ihm liegenden fruchtbaren Oasen sind von Wüste und Halbwüste umgeben.
Infolge der Ansammlung von Schmelzwasser aus dem Qilian Shan, dessen Gletscher die Quellen der Flüsse speisen, ist in einer ganzen Reihe von Oasen Ackerbau und Viehzucht möglich. Städte sind (von West nach Ost) Dunhuang, Guazhou, Yumen, Jiayuguan, Jiuquan (früher Fulu), Zhangye, Jinchang, Wuwei und schließlich Lanzhou im Südosten.
Dieser seit alter Zeit bedeutende Verkehrsweg wird heute von der Bahnstrecke Lanzhou–Xinjiang durchquert.
Südwestlich der Stadt Jiayuguan liegt der Jiayuguan-Pass – mit Festung – am engsten Punkt des westlichen Abschnitts des Hexi-Korridors.
Im Westen liegt das Tarimbecken und dahinter Zentralasien; im Osten liegt das chinesische Kernland. Hinter den Gebirgen liegt im Süden Tibet und im Norden die Wüste Gobi.

## Geschichte
Die Berge und die Wüste beschränken mögliche Handelswege auf einen schmalen Korridor, der Ost-West-Verkehr der Seidenstraße konnte mit wenigen Festungen kontrolliert werden – das erklärt die Wichtigkeit dieses Gebietes. Zwei wichtige Pässe ermöglichten den Weg nach Westen: Der Yumenguan (Jadetor-Pass) nördlich von Guazhou und der Yangguan (Südliche Pass) westlich von Dunhuang.
Der Han-Dynastie gelang es im Jahr 121 v. Chr., die Xiongnu aus diesem Raum zu vertreiben. Dies bedeutete einen erheblichen strategischen Vorteil für die Chinesen gegenüber dem Steppenreich der Xiongnu, die in den folgenden Jahren mehrmals von den Han-Truppen geschlagen werden konnten. Dies hatte eine Erweiterung des chinesischen Einflussgebiets bis in das Tarimbecken zur Folge. In der Zeit der Tang-Dynastie stritten die Chinesen mit dem mächtigen Königreich Tibet um die Kontrolle über das Tarimbecken, wobei die Tibeter insgesamt erfolgreicher agierten. 982 bis 1227 wurde der Korridor von den tangutischen Xixia beherrscht, die damit in Konkurrenz zu den Uiguren und Tibetern standen.
Während und nach der Eroberung durch die Mongolen 1227 wurden die Städte im Hexi-Korridor sehr in Mitleidenschaft gezogen und ihre Bevölkerung ging zurück. Von einem Wiederaufbau wird ab 1266 berichtet. Im 14. Jahrhundert verursachte die Pest einen weiteren Bevölkerungsrückgang. Am Ende des 15. Jahrhunderts, beim Vordringen der Kasachen, gab es vermutlich nur noch wenige städtische Siedlungen.